# Régiment du service militaire adapté de la Martinique
Le Régiment du Service Militaire Adapté de La Martinique (RSMA-M) est un régiment militaire français basé à Martinique, créé en 1961 par le Général Némo. Dépendant du Ministère de l'Intérieur et des Outre-Mer, c'est un dispositif militaire d'insertion sociale et professionnelle destiné aux jeunes Martiniquais éloignés de l'emploi, âgés de 18 à 25 ans.

## Historique
En décembre 1961, la première unité du SMA est créée sous l'appellation "régiment mixte des Antilles-Guyane". Composé de quatre groupements, situés respectivement à Fort-de-France, Pointe-à-Pitre, Cayenne et Saint-Jean-du-Maroni, et d'un état-major, ce dernier s'installe en Martinique.
En 1965, il prend l'appellation de "1er bataillon du SMA", puis, en 1976, du "Régiment du Service Militaire Adapté de la Martinique". Il reçoit la même année la garde du premier drapeau du SMA, celui du régiment mixte des Antilles-Guyane.
En 1991, le commandement du SMA (COMSMA), déménage de Fort-de-France vers Paris, au ministère des Outre-Mer.

### La création du service militaire adapté de la Martinique

#### Le contexte politique et social
La création du SMA se fait un an après l’instauration de la 5è République, et une quinzaine d’années après la départementalisation de la Martinique et de la Guadeloupe, geste aux conséquences décevantes pour de nombreux antillais.
Plus précisément, les deux départements et en particulier la Martinique sont sous tension socialement et politiquement, situation qui éclate en Martinique le 20 décembre 1959 avec 3 jours de soulèvements populaires. Les émeutes sont déclenchées par un banal accident de voiture entre un martiniquais noir et un métropolitain blanc, et la répression des forces de l’ordre causera la mort de trois jeunes manifestants (19ans, 20 ans et 15 ans). Un couvre-feu à Fort-de-France clôt la séquence.

#### La volonté du gouvernement français
La figure principale de la création du SMA est le général Némo, puisque le SMA est le fruit de son imagination et qu'il a dirigé sa mise en place durant les 4 premières années.
Il est dépêché par Michel Debré le 16 septembre 1960 et par Robert Lecourt (Ministre chargé de l'Outremer) en Martinique pour répondre à l’impasse politique antillaise qui s'est concrétisée par les émeutes de décembre 1959. Le premier ministre veut conforter le lien des Antilles à la nation, et voit le service de la nation par l’Armée comme un des fondements du lien républicain.
Némo est chargé de l’exécution du plan Joséphine, qui consiste à envoyer le plus grand nombre de recrues ultramarines en métropole pour y faire leur service. Les autorités locales et gouvernementales lui demandent aussi de compléter le dispositif pour permettre aux jeunes des départements antillais et de Guyane d’effectuer une année supplémentaire de services dans le domaine du social.
Némo présente en novembre 1960 deux possibilités : d'une part, mettre en place un service civique (qui devra être créé de toutes parts), ou d'autre part adapter le service militaire déjà existant, peu effectuer à cette époque dans les territoires ultramarins.
Au plan est associé un dispositif visant à résoudre par l'émigration le problème démographique des deux départements antillais (population jeune de plus en plus nombreuse et sans emploi). Némo propose d'envoyer les jeunes volontaires s'insérer en Guyane à travers des travaux d'intérêts généraux dès 1968. Ce ne sera jamais mis en œuvre.
Le plan du Service Militaire Adapté a une dimension anti insurrectionnelle. Fort de son expérience en Indochine, Némo pense le SMA comme « l’acte initial de cette longue et patiente opération de défense nationale dont le but final est de garder dans le patrimoine français les trois anciens départements français d’Amérique ». Et ce en donnant « une occupation et une formation à une jeunesse désœuvrée et prête à subir les influences les plus pernicieuses », et d’éviter que cette jeunesse ne devienne des « troupes de choc virtuelles pour les partis communistes locaux ».

#### L'opposition locale au projet[7]
L'opposition la plus ferme au projet est incarnée par Aimé Césaire, député-maire de Fort-de-France. Il accuse le gouvernement de s'adonner à une nouvelle forme de colonisation : « Nous connaissons maintenant la grande pensée du règne : c'est de résoudre le problème démographique antillais par la colonisation militaire de la guyane. Nos jeunes gens, machettes en main, coloniseront la brousse guyanaise et y joueront les légionnaires romains. Nous avons déjà entendu cela quelque part : ense et aratro. ».

### Travaux conduits par le RSMA-M
Le RSMA-M participe dès ses débuts à la mise en valeur du territoire martiniquais, en y conduisant de grands travaux. En effet, dès 1963, le bataillon de Martinique déploie des "sections travaux" sur toute l'île et initie de grands travaux d'infrastructures, comme l'ensemble immobilier de 19 logements à Fort-de-France. De 1966 à 1974, les appelés sont aussi particulièrement mobilisés dans la construction de la Route Nationale 5 au sud de l'île.

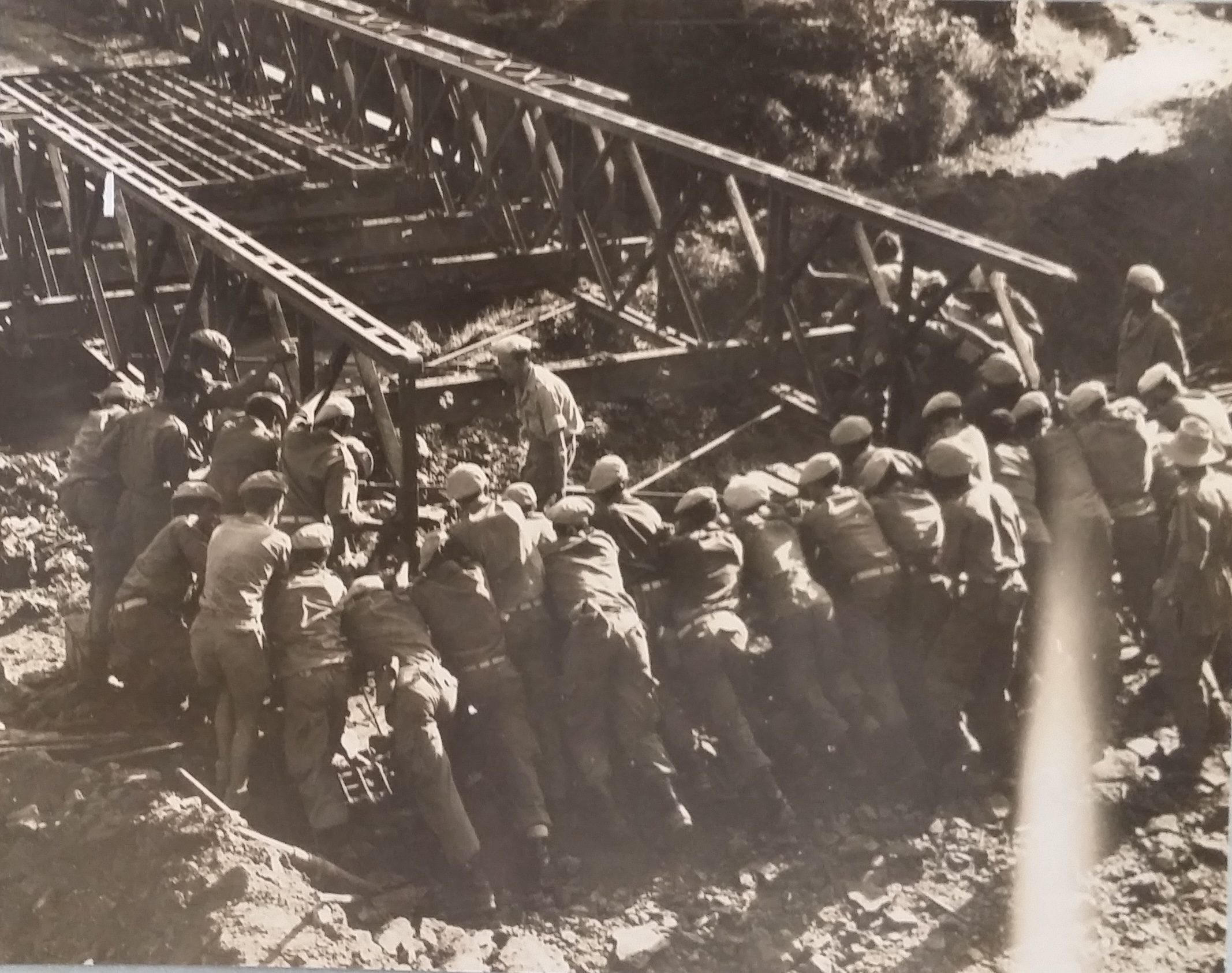
Chantier d'un pont dans le cadre de "Bulldozer de l'Amitié", juillet 1971

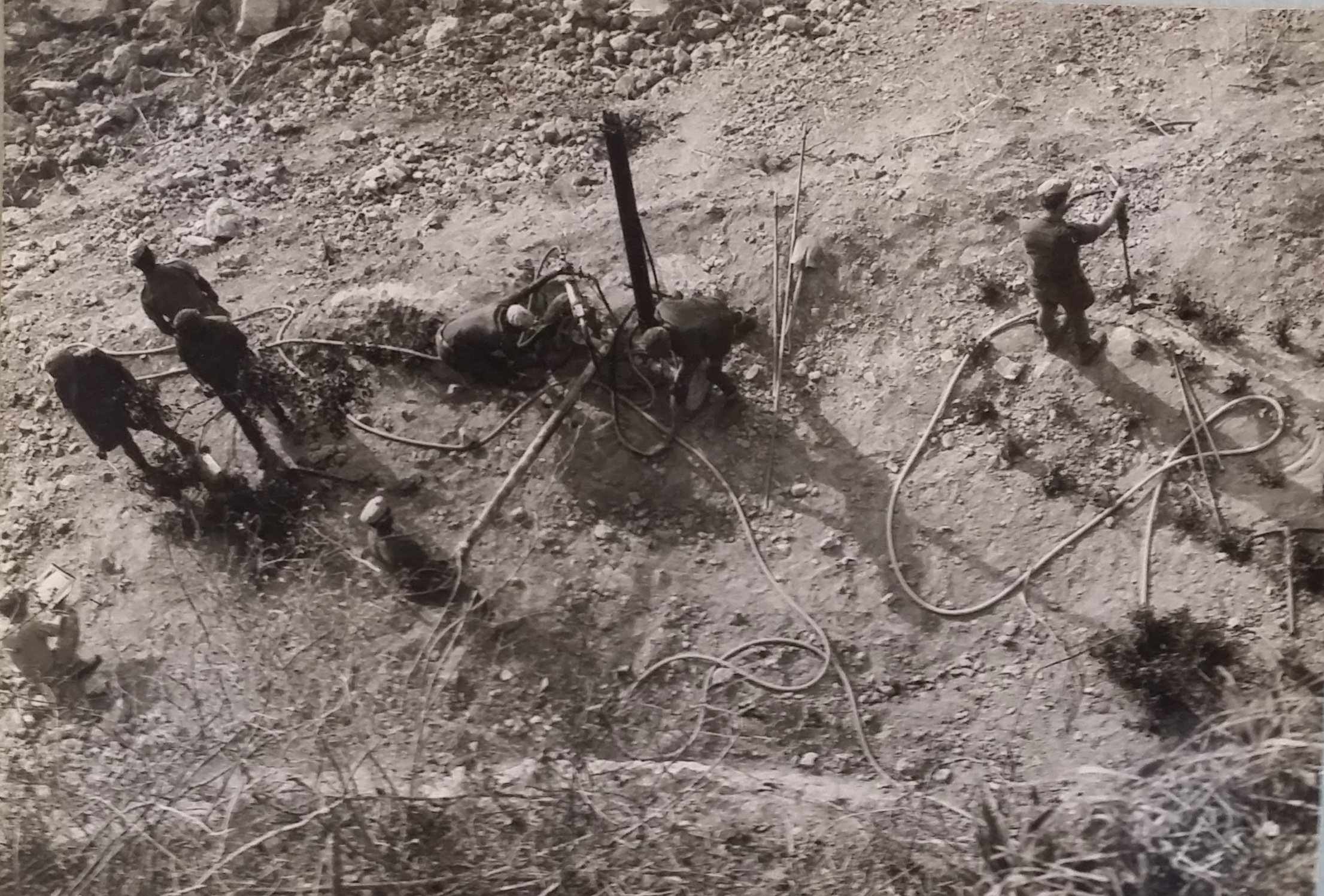
Déroctage à l'Anse Figuier par les troupes du 1er bataillon du SMA, en juillet 1971 dans le cadre des chantiers de "Bulldozer de l'Amitié"

Plus modestes en termes de moyens, caractérisés par un engagement de court terme sur le terrain, les chantiers « Bulldozer de l'Amitié » occupent une place importante dans le Régiment, qui s'investit ainsi auprès des communes locales pour leur faire accepter le dispositif.
Le RSMA-M s’implique aussi dans la protection civile et mène des actions de secours lors de catastrophes naturelles. Parmi elles, on compte le chantier de 1978 de déblaiement des rues de Saint-Pierre, ensevelies sous les scories volcaniques déposées lors des éruptions de la Montagne Pelée de 1902.
Le passage du cyclone Edith, en septembre 1963, frappe durement l’île et inflige beaucoup de dégâts aux populations ; on dénombre 10 morts. Le général Némo décide de mettre ses troupes à contribution, dont le SMA - deux ans seulement après la création du Régiment – pour aider les habitants face aux dégâts importants : maisons détruites, communications et routes coupées…
Les recrues du SMA sont ainsi régulièrement appelées pour assister les populations civiles : tempête tropicale Beulah (1967), cyclone Dorothy (1969), ouragan David en Dominique (1979), ouragan Allen (1980), ouragan Mitch au Guatemala (1998), ouragan Lenny (1999), ouragan Dean (2007), tempête Matthew (2016). Dans une logique de solidarité régionale, les marsouins, infanterie des troupes de Marine, sont aussi déployés sur les territoires étrangers voisins, en Dominique et à Sainte Lucie. 
En 2020, lors de la pandémie mondiale liée au Covid-19, le régiment a été mobilisé dans le cadre de l'opération « Résilience » en appuyant les services publics par la distribution de masques et de solutions hydroalcooliques.

## Évolution du site
Implanté dans un premier temps au camp de Balata et dans le parc du domaine de La Favorite, le site du RSMA-M déménage à Gondeau dans les années 1970.
Aujourd'hui implanté sur trois emprises, le régiment se situe proche des bassins de vie et économiques de l'île. Il dispose de 94 bâtiments représentant près de 32 000 m² de surface au sol.

## Missions du RSMA-M

### Missions principales
À sa création, le 1er groupement du régiment mixte Antilles-Guyane avait comme missions, celles :
- d'occuper utilement la jeunesse ;
- d'assurer l'égalité de la conscription ;
- de participer au développement socio-économique de l'île.

Aujourd'hui, en lien avec les objectifs du SMA, l'action du RSMA-M consiste à recruter, à former et à insérer durablement les jeunes volontaires Martiniquais dans l'emploi. Le régiment a également pour mission de porter assistance à la population en cas de catastrophes naturelles en Martinique, et hors du territoire national. Il intervient sur demande du préfet et sous le commandement des forces armées aux Antilles.

### Acteurs
Le recrutement des volontaires, leur formation puis leur insertion professionnelle sont assurés par des cadres militaires et civils du Régiment, les volontaires techniciens et les intervenants partenaires (professeurs de l'Académie de Martinique, volontaires en service civique, conseillers de France Travail). Plus de 20 filières professionnelles sont représentées, et à ce jour, plus de 36 000 jeunes ont été insérés via ce dispositif.

## Formation proposée

### Projet pédagogique[10]
Il permet à chaque jeune ultramarin rejoignant le SMA de devenir un citoyen autonome et responsable, intégré à la vie économique et sociale. Il a pour but un épanouissement personnel fondé sur la confiance retrouvée et la maîtrise de l’expression, d’un apprentissage de la vie en société, de l’acquisition d’une autonomie élargie ainsi que la découverte de l’altérité, du sens du service et de la citoyenneté.
Il prévoit :
- La mise en place de parcours visant à répondre aux nouveaux enjeux territoriaux dont l’accueil des parents isolés, l’ouverture du dispositif à un public mineur, l’accès au permis B pour tous les volontaires et la formation de cadres intermédiaires ;
- L’intégration du numérique dans l’offre de formation autant que dans les moyens pédagogiques mis en œuvre ;
- Le développement du rôle de plateforme territoriale en favorisant les synergies entre les acteurs locaux et la création de pôles d’excellence ;
- L’accompagnement médico-psycho-social afin de lever les freins à l’apprentissage et au développement personnel.

Le projet éducatif peut se résumer, pour la personne formée, dans l’acquisition de trois différents savoirs :
- Le "savoir-être", c’est-à-dire posséder des compétences sociales : être à l’heure, agir en sécurité, savoir travailler en équipe, respecter la hiérarchie et ses camarades.
- Le "savoir-faire", c’est-à-dire posséder les compétences professionnelles propres à sa filière professionnelle.
- Le "savoir-devenir", c’est-à-dire avoir levé les freins à l’insertion socio-professionnelle : problèmes médicaux, psychologiques, sociaux, linguistiques.

### Contenu de la formation
La formation comprend obligatoirement un temps de formation initiale de 2 mois (divisée en un mois de formation militaire et un mois de formation complémentaire), puis un temps de formation professionnelle et humaine (de 4 à 10 mois selon la filière professionnelle choisie) ainsi qu'une phase d'insertion dans l'emploi local.

## Liste des chefs de corps[3]

### 1ergroupement du régiment mixte Antilles-Guyane
- 1962-1965 : Chef de bataillon de TORCY

### 1erbataillon du SMA
- 1965-1967 : Chef d'escadron CHÉRON1967-1968 : Chef de bataillon JUZANX
- 1968-1970 : Chef de bataillon LE MAUFF
- 1970-1973 : Chef de bataillon BETBEDER
- 1973-1976 : Lieutenant-colonel GRINTCHENKO

### Régiment du SMA de la Martinique
- 1976-1978 : Lieutenant-colonel BORREL
- 1978-1981 : Colonel VAN WAETERMEULEN
- 1981-1984 : Lieutenant-colonel DUCRET
- 1984-1987 : Lieutenant-colonel MARPOT
- 1987-1989 : Lieutenant-colonel FOURES
- 1989-1992 : Lieutenant-colonel GEAY
- 1992-1995 : Lieutenant-colonel DAUFRESNE
- 1995-1998 : Lieutenant-colonel CHEVALIER
- 1998-2000 : Colonel de HAUTECLOCQUE
- 2000-2002 : Colonel LAVAULT
- 2002-2004 : Colonel MARTIN
- 2004-2006 : Colonel VINCENT
- 2006-2008 : Colonel PESME
- 2008-2010 : Colonel GASTINE
- 2010-2012 : Colonel HEINZELMEIER
- 2012-2014 : Colonel HARISTOY
- 2014-2016 : Colonel BOCCON-LIAUDET
- 2016-2018 : Colonel EON DUVAL
- 2018-2020 : Colonel AUBANEL
- 2020-2022 : Lieutenant-colonel CHERBONNEL
- 2022-2024 : Colonel PICOT
- depuis 2024 : Colonel PUPPO

## Drapeau
Les drapeaux du RSMA (donc, celui de la Martinique) ont une caractéristique unique du fait de la mission sociale du SMA: « Sur son drapeau, il ne s'inscrira jamais de noms de victoires militaires ; mais il est d'autres victoires : celles que l'on gagne contre la misère et le sous-développement », Jean Némo, 1961, au sujet du drapeau du 1er groupement du régiment mixte Antilles-Guyane. En effet, la tradition française veut que sur chaque drapeau régimentaire soit inscrit des noms de victoires militaires, sans exception.